# Gino Bramieri
Gino Bramieri, né le 21 juin 1928 à Milan et mort le 18 juin 1996  dans la même ville, est un acteur et humoriste de cinéma et de télévision italien.

## Biographie
Né à Milan, Gino Bramieri a commencé à travailler dans sa ville natale comme employé de la Banca Commerciale Italiana. Son début comme artiste remonte à la fin de 1943, sur la place de Rovellasca, lors d'un spectacle en faveur des déplacés. Il commence au théâtre à seize ans, avec une seule réplique, le 27 septembre 1944 au théâtre Augusteo de Milan dans la pièce Cretinopoli. Sa première véritable interprétation est Brabito (d'après les noms des trois acteurs principaux : Bramieri, Bisi et Tognato).
Gino Bramieri a travaillé avec Franco Franchi et Ciccio Ingrassia, Peppino De Filippo, Aldo Fabrizi, Ave Ninchi, Nino Taranto, Raimondo Vianello et Totò, et a interprété de plus de trente films.
Italo Terzoli et Enrico Vaime (it) ont été ses auteurs « de référence », il a obtenu de grands succès au théâtre avec leurs scénarios, de La sveglia al collo à Anche i bancari hanno un'anima et La vita comincia ogni mattina. Ce sont des spectacles produits, à la fin des années 1960, par Pietro Garinei et Sandro Giovannini, avec lesquels Bramieri a commencé à travailler en 1969 avec Angeli in bandiera en association avec Milva.
Bramieri a été présentateur, à la fin des années 1960 et au début des années 1970, du programme radiophonique de variétés Batto quattro, au cours duquel il a donné vie à certains de ses personnages et caricatures (il Carugati).
Au cours des années suivantes, il a joué le rôle principal de nombreux spectacles de variétés diffusés par la RAI : Tigre contro tigre (1966), Il signore a suonato? (1966), Eccetera, eccetera (1967), Et noi qui (1970), Hai visto mai? (1973), Punto e basta (1975), et il la série G.B. Show (1982-88), toujours accompagné d'artistes comme Loretta Goggi, Sylvie Vartan et Lola Falana. Il a aussi participé à d'autres programmes de variétés comme Milleluci et Felicibumtà. Son grand succès à la télévision est le programme dirigé par Corrado Mantoni L'amico del giaguaro, avec Raffaele Pisu et Marisa Del Frate. Pour Mediaset, dans les dernières années de vie, il a joué dans la sitcom Nonno Felice et son spin-off Norme e Felice.
Il a été un des premiers humoristes à participer au Festival de Sanremo, en présentant en 1962 les chansons Lui andava à cavallo et Pesca tu che pesco anch'io.
En plus de sa grande maîtrise à mener des sketches comiques et à créer des personnages et des caricatures, sa spécialité a été de raconter des blagues, en général très brèves (parfois seulement deux phrases), et souvent surréalistes. Cette seule particularité l'a rendu célèbre. Il a publié ses blagues dans une série de volumes : 50 chili fa.
Bramieri est mort à Milan, en 1996, d'un cancer du pancréas. Il avait 67 ans. Il a été enterré dans le cimetière monumental de Milan.

## Vie privée
Gino Bramieri s'est marié en 1948 à l'âge de 19 ans, en se séparant après presque quarante ans de vie commune. Dans ses dernières années, il était en couple avec Angela Baldassini.

## Filmographie
- 1953 : Siamo tutti milanesi (it) de Mario Landi
- 1954 : Les Amants du péché (Amarti è il mio peccato) de Sergio Grieco
- 1955 : Les Trois Voleurs (I tre ladri) de Lionello De Felice
- 1955 : Repris de justice (Avanzi di galera) de Vittorio Cottafavi
- 1956 : Per le vie della città (it) de Luigi Giachino (it)
- 1957 : Peppino, le modelle e... "chella llà" de Mario Mattoli
- 1961 : Scandali al mare de Marino Girolami
- 1961 : Deux Corniauds contre Hercule (Maciste contro Ercole nella valle dei guai) de Marino Girolami
- 1962 : Twist, lolite e vitelloni (it)
- 1962 : Nerone '71 de Filippo Walter Ratti
- 1962 : L'Assassino si chiama Pompeo (it) de Marino Girolami
- 1962 : Les Italiens et les Femmes de Marino Girolami
- 1962 : Gli eroi del doppio gioco de Camillo Mastrocinque
- 1962 : Canzoni a tempo di twist de Stefano Canzio
- 1962 : Colpo gobbo all'italiana de Lucio Fulci
- 1962 : Les Trois Ennemis (I tre nemici) de Giorgio Simonelli
- 1962 : Sexy de Renzo Russo
- 1963 : Un marito in condominio d'Angelo Dorigo
- 1963 : Siamo tutti pomicioni (it) de Marino Girolami
- 1963 : Adultero lui, adultera lei de Raffaello Matarazzo
- 1964 : À genoux devant toi (In ginocchio da te) d'Ettore Maria Fizzarotti
- 1965 : Se non avessi più te d'Ettore Maria Fizzarotti
- 1965 : Non son degno di te d'Ettore Maria Fizzarotti
- 1966 : Rita la zanzara de Lina Wertmüller
- 1966 : Perdono d'Ettore Maria Fizzarotti
- 1966 : Nessuno mi può giudicare d'Ettore Maria Fizzarotti
- 1968 : Chimera d'Ettore Maria Fizzarotti
- 1970 : Nel giorno del Signore (it) de Bruno Corbucci
- 1970 : W le donne d'Aldo Grimaldi
- 1976 : Per amore di Cesarina de Vittorio Sindoni
- 1976 : Oh, Serafina ! d'Alberto Lattuada
- 1977 : Ride bene... chi ride ultimo, épisode Arriva lo sceicco, également réalisation
- 1977 : Maschio latino cercasi de Giovanni Narzisi
- 1978 : Gino e Diego de Marco Aleandri

## Télévision
- 1954 : Esami di maturità, comédie de Ladislao Fodor, de Mario Landi
- 1960 : Manettoni e Pippo Fantasma de Alda Grimaldi
- 1961 : L'amico del giaguaro de Vito Molinari
- 1964 : Biblioteca di Studio Uno: Il dottor Jekyll e mister Hyde de Antonello Falqui
- 1964 : Biblioteca di Studio Uno: Al Grand Hotel de Antonello Falqui
- 1967 : Graditi ospiti de Vito Molinari
- 1968 : Felicita Colombo de Antonello Falqui
- 1973 : Hai visto mai? de Enzo Trapani
- 1974 : Un mandarino per Teo de Eros Macchi
- 1975 : Punto e basta de Eros Macchi
- 1979 : Anche i bancari hanno un'anima de Pietro Garinei et Gino Landi
- 1979 : Mai di sabato signora Lisistrata de Vito Molinari
- 1980-1988 : G. B. Show de Gino Landi
- 1990 : Risate il Capodanno
- 1992-1995 : Nonno Felice de Giancarlo Nicotra
- 1995 : La sai l'ultima?
- 1995 : Norma e Felice de Giorgio Vignali

## Radio
- Batto quattro
- Grand Varietà
- Patatine di contorno

## Discographie sélective

### Singles
- 1961 - Raimundo l'oriundo/Pénurie d'anguria (CGD, N 9238)
- 1962 - Tulipan/À 15 anni (CGD, N 9332)
- 1962 - Lui andava À cavallo/Pêche ta che pesco anch'io (CGD, N 9340)
- 1970 - Lui mani/Bele (Bla Bla, BBR 1305)
- 1973 - Quella sera Avec la lune/Tirami in sa la teste (Bla Bla, BBR 1337)
- 1977 - Motel/Et per assurdo... amore (Skorpion, SK 3/207)
- 1978 - Dai, dai, dai/La bande ai donné Cesenatico (Cetra, SP 1707)
- 1980 - Sous' gelosa/Sono geloso (Lupus, LUN 4913 Avec Alida Chelli)